# 合作街道
合作镇，是中华人民共和国四川省成都市郫都区下辖的一个乡镇级行政单位，由成都高新技术产业开发区代管。

## 行政区划
合作镇下辖以下地区：
顺江社区、檬梓社区、独柏社区、清江社区、顺江村、石院村、清平村、西华村、金凤村、前锋村、安埠村、光明村、清水村、檬梓村、八圣村、独柏村、玉泉村、合作村、杨柳村、晨风村、三合村、古楠村和红光村。